# Pleß
Pleß é um município da Alemanha, situado no distrito de Baixa Algóvia, no estado da Baviera. Tem 15,38 km² de área, e sua população em 2019 foi estimada em 859 habitantes.